# Unité dérivée du Système international
Pour des articles plus généraux, voir Unité de mesure, Unité dérivée et Système international d'unités.
Les unités dérivées du Système International se déduisent des sept unités de base du Système international, et font elles-mêmes partie de ce système d'unités. Les unités de base sont :
- le mètre (m), unité de longueur (x, l) ;
- le kilogramme (kg), unité de masse (m) ;
- la seconde (s), unité de temps (t) ;
- l'ampère (A), unité de courant électrique (I, i) ;
- le kelvin (K), unité de température (T) ;
- la mole (mol), unité de quantité de matière (n) ;
- la candela (cd), unité d'intensité lumineuse (Iν).

## Unités dérivées
Les colonnes « M - L - T - I - Θ (thêta) - N - J » précisent les « facteurs dimensionnels » des grandeurs dérivées, correspondant aux « expressions » dans les unités de base du Système international « kg - m - s - A - K - mol - cd »,.
| Grandeur physique                         | S.                           | USI         | Nom                         | À partir d'autres USI | {\displaystyle {\rm {M}}} | {\displaystyle {\rm {L}}} | {\displaystyle {\rm {T}}} | {\displaystyle {\rm {I}}} | {\displaystyle {\rm {\Theta }}} | {\displaystyle {\rm {N}}} | {\displaystyle {\rm {J}}} | Remarque                                            |
| ----------------------------------------- | ---------------------------- | ----------- | --------------------------- | --------------------- | ------------------------- | ------------------------- | ------------------------- | ------------------------- | ------------------------------- | ------------------------- | ------------------------- | --------------------------------------------------- |
| Accélération angulaire                    | {\displaystyle \alpha }      | rad s−2     | radian par seconde carrée   |                       |                           |                           | -2                        |                           |                                 |                           |                           |                                                     |
| Accélération                              | {\displaystyle a}            | m s−2       | mètre par seconde carrée    |                       |                           | 1                         | -2                        |                           |                                 |                           |                           |                                                     |
| Action                                    | {\displaystyle S}            | J s         | joule seconde               |                       | 1                         | 2                         | -1                        |                           |                                 |                           |                           | Énergie × temps                                     |
| Activité d’un radionucléide               | {\displaystyle j}            | Bq          | becquerel                   | s−1                   |                           |                           | -1                        |                           |                                 |                           |                           | Désintégration par seconde                          |
| Activité catalytique                      |                              | kat         | katal                       | mol s−1               |                           |                           | -1                        |                           |                                 | 1                         |                           |                                                     |
| Admittance                                | {\displaystyle Y}            | S           | siemens                     | A V−1                 | -1                        | -2                        | 3                         | 2                         |                                 |                           |                           | Inverse de l'impédance électrique                   |
| Aimantation                               | {\displaystyle M}            | A m−1       | ampère par mètre            |                       |                           | -1                        |                           | 1                         |                                 |                           |                           | Moment magnétique par unité de volume               |
| Angle plan                                | {\displaystyle \alpha }      | rad         | radian                      | 1                     |                           |                           |                           |                           |                                 |                           |                           |                                                     |
| Angle solide                              | {\displaystyle \Omega }      | sr          | stéradian                   | 1                     |                           |                           |                           |                           |                                 |                           |                           |                                                     |
| Capacité électrique                       | {\displaystyle C}            | F           | farad                       | C V−1                 | -1                        | -2                        | 4                         | 2                         |                                 |                           |                           | Capacité = charge / tension                         |
| Capacité thermique                        | {\displaystyle c}            | J K−1       | joule par kelvin            |                       | 1                         | 2                         | -2                        |                           | -1                              |                           |                           | Chaleur par Kelvin                                  |
| Capacité thermique massique               | {\displaystyle c}            | J kg−1 K−1  | joule par kilogramme-kelvin |                       |                           | 2                         | -2                        |                           | -1                              |                           |                           | Chaleur par Kelvin par kilogramme                   |
| Capacité thermique molaire                |                              | J mol−1 K−1 | joule par mole              |                       | 1                         | 2                         | -2                        |                           | -1                              | -1                        |                           | Chaleur par kelvin par mole                         |
| Capacité thermique volumique              |                              | J m−3 K−1   | joule par mètre cube-kelvin |                       | 1                         | -1                        | -2                        |                           | -1                              |                           |                           | Chaleur par kelvin par mètre cube                   |
| Chaleur                                   | {\displaystyle Q}            | J           | joule                       | N m                   | 1                         | 2                         | -2                        |                           |                                 |                           |                           | (masse inertielle)                                  |
| Champ électrique                          | {\displaystyle E}            | V m−1       | volt par mètre              |                       | 1                         | 1                         | -3                        | -1                        |                                 |                           |                           |                                                     |
| Champ magnétique                          | {\displaystyle B}            | T           | tesla                       | kg s−2 A−1            | 1                         |                           | -2                        | -1                        |                                 |                           |                           |                                                     |
| Charge électrique                         | {\displaystyle q}            | C           | coulomb                     | A s                   |                           |                           | 1                         | 1                         |                                 |                           |                           | Charge = intensité × temps                          |
| Chemin optique                            | {\displaystyle L}            | m           | mètre                       |                       |                           | 1                         |                           |                           |                                 |                           |                           | Distance × indice de réfraction                     |
| Coefficient d'absorption                  | {\displaystyle a}            | m−1         |                             |                       |                           | -1                        |                           |                           |                                 |                           |                           |                                                     |
| Coefficient de transfert thermique global | {\displaystyle a}            | W m−2 K−1   | watt par mètre carré-kelvin |                       | 1                         |                           | -3                        |                           | -1                              |                           |                           |                                                     |
| Concentration massique                    | {\displaystyle \rho }        | kg m−3      | kilogramme par mètre cube   |                       | 1                         | -3                        |                           |                           |                                 |                           |                           | (masse inerte : quantité de matière par mètre cube) |
| Concentration molaire                     | {\displaystyle c}            | mol m−3     | mole par mètre cube         |                       |                           | -3                        |                           |                           |                                 | 1                         |                           |                                                     |
| Conductance électrique                    | {\displaystyle G}            | S           | siemens                     | A V−1 ou Ω−1          | -1                        | -2                        | 3                         | 2                         |                                 |                           |                           | Conductance = intensité / tension                   |
| Conductance thermique                     |                              | W K−1       |                             |                       | 1                         | 2                         | -3                        |                           | -1                              |                           |                           | Puissance transférée / température                  |
| Conductivité électrique                   | {\displaystyle \sigma }      | S m−1       |                             |                       | -1                        | -3                        | 3                         | 2                         |                                 |                           |                           |                                                     |
| Conductivité hydraulique                  | {\displaystyle K}            | m s−1       |                             |                       |                           | 1                         | -1                        |                           |                                 |                           |                           |                                                     |
| Conductivité thermique                    | {\displaystyle \lambda }     | W m−1 K−1   | watt par mètre-kelvin       |                       | 1                         | 1                         | -3                        |                           | -1                              |                           |                           |                                                     |
| Contrainte                                |                              | Pa          | pascal                      | N m−2 ; J m−3         | 1                         | -1                        | -2                        |                           |                                 |                           |                           | Pression = force / surface                          |
| Couple                                    | {\displaystyle C}            | N m         | newton mètre                |                       | 1                         | 2                         | -2                        |                           |                                 |                           |                           | Force x bras de levier                              |
| Débit massique                            |                              | kg s−1      | kilogramme par seconde      |                       | 1                         |                           | -1                        |                           |                                 |                           |                           | (masse inerte : quantité de matière par seconde)    |
| Débit volumique                           |                              | m3 s−1      | mètre cube par seconde      |                       |                           | 3                         | -1                        |                           |                                 |                           |                           |                                                     |
| Débit de dose radioactive                 | {\displaystyle D}            | Gy s−1      |                             |                       |                           | 2                         | -3                        |                           |                                 |                           |                           |                                                     |
| Densité de charge                         |                              | C m−3       |                             |                       |                           | -3                        | 1                         | 1                         |                                 |                           |                           |                                                     |
| Densité de colonne                        | {\displaystyle N}            | m−2         |                             |                       |                           | -2                        |                           |                           |                                 |                           |                           | Intégrale de la densité volumique                   |
| Densité de courant                        | {\displaystyle j}            | A m−2       | ampère par mètre carré      |                       |                           | -2                        |                           | 1                         |                                 |                           |                           |                                                     |
| Densité de flux thermique                 | φ                            | W m−2       | watt par mètre carré        |                       | 1                         |                           | -3                        |                           |                                 |                           |                           | Flux thermique par unité de surface                 |
| Densité de flux                           | {\displaystyle F}            | W m−2 Hz−1  |                             |                       | 1                         |                           | -2                        |                           |                                 |                           |                           | Flux électromagnétique par unité de fréquence       |
| Densité surfacique de puissance           |                              | W m−2       | watt par mètre carré        |                       | 1                         |                           | -3                        |                           |                                 |                           |                           | Débit d'énergie par unité de surface                |
| Densité de puissance volumique            |                              | W m−3       |                             |                       | 1                         | -1                        | -3                        |                           |                                 |                           |                           | Puissance par unité de volume                       |
| Densité volumique[réf. nécessaire]        | {\displaystyle n}            | m−3         |                             |                       |                           | -3                        |                           |                           |                                 |                           |                           | Nombre d'objets par unité de volume                 |
| Diffusivité thermique                     | {\displaystyle D}            | m2 s−1      |                             |                       |                           | 2                         | -1                        |                           |                                 |                           |                           |                                                     |
| Dose absorbée                             | {\displaystyle D}            | Gy          | gray                        | J kg−1                |                           | 2                         | -2                        |                           |                                 |                           |                           |                                                     |
| Dose efficace                             | {\displaystyle E}            | Sv          | sievert                     | J kg−1                |                           | 2                         | -2                        |                           |                                 |                           |                           |                                                     |
| Dose équivalente                          | {\displaystyle H}            | Sv          | sievert                     | J kg−1                |                           | 2                         | -2                        |                           |                                 |                           |                           |                                                     |
| Durée                                     | {\displaystyle t}            | s           | seconde                     | s                     |                           |                           | 1                         |                           |                                 |                           |                           |                                                     |
| Éclairement énergétique                   | {\displaystyle \phi }        | W m−2       | watt par mètre carré        |                       | 1                         |                           | -3                        |                           |                                 |                           |                           | Flux d'énergie par unité de surface                 |
| Éclairement lumineux                      | {\displaystyle E}            | lx          | lux                         | cd sr m−2             |                           | -2                        |                           |                           |                                 |                           | 1                         |                                                     |
| Énergie                                   | {\displaystyle E}            | J           | joule                       | N m                   | 1                         | 2                         | -2                        |                           |                                 |                           |                           | Travail = force × distance                          |
| Énergie cinétique                         | {\displaystyle E}            | J           | joule                       | N m                   | 1                         | 2                         | -2                        |                           |                                 |                           |                           | Énergie cinétique = masse × vitesse2 / 2            |
| Enthalpie                                 | {\displaystyle H}            | J           | joule                       | N m                   | 1                         | 2                         | -2                        |                           |                                 |                           |                           |                                                     |
| Entropie                                  | {\displaystyle S}            | J K−1       |                             |                       | 1                         | 2                         | -2                        |                           | -1                              |                           |                           |                                                     |
| Exposition (rayonnement ionisant)         | {\displaystyle X}            | C kg−1      |                             |                       | -1                        |                           | 1                         | 1                         |                                 |                           |                           |                                                     |
| Fluence                                   | {\displaystyle \Phi }        | m−2         |                             |                       |                           | -2                        |                           |                           |                                 |                           |                           | Nombre de traversée par unité de surface            |
| Flux d'induction magnétique               | {\displaystyle \Phi }        | Wb          | weber                       | V s                   | 1                         | 2                         | -2                        | -1                        |                                 |                           |                           | Flux d'induction = tension × temps                  |
| Flux électrique                           | {\displaystyle \Phi }        | V m         |                             |                       | 1                         | 3                         | -3                        | -1                        |                                 |                           |                           |                                                     |
| Flux énergétique                          | {\displaystyle \Phi }        | W           | watt                        |                       | 1                         | 2                         | -3                        |                           |                                 |                           |                           | Énergie par unité de temps                          |
| Flux lumineux                             | {\displaystyle \Phi }        | lm          | lumen                       | cd sr                 |                           |                           |                           |                           |                                 |                           | 1                         |                                                     |
| Flux thermique                            | {\displaystyle \Phi }        | kg m2 s−3   |                             |                       | 1                         | 2                         | -3                        |                           |                                 |                           |                           | Flux énergétique à travers une surface              |
| Force                                     | {\displaystyle F}            | N           | newton                      | kg m s−2              | 1                         | 1                         | -2                        |                           |                                 |                           |                           | Force = masse × accélération                        |
| Force électromotrice                      | {\displaystyle e}            | V           | volt                        | J C−1 ou J s−1 A−1    | 1                         | 2                         | -3                        | -1                        |                                 |                           |                           | Tension = travail / charge                          |
| Fréquence                                 | {\displaystyle f}            | Hz          | hertz                       | s−1                   |                           |                           | -1                        |                           |                                 |                           |                           | Fréquence = 1 / période                             |
| Impédance mécanique                       | {\displaystyle Z}            | kg s−1      |                             |                       | 1                         |                           | -1                        |                           |                                 |                           |                           | Force / vitesse, pour une fréquence donnée          |
| Indice de réfraction                      | {\displaystyle n}            |             |                             | 1                     |                           |                           |                           |                           |                                 |                           |                           | Vitesse milieu / vitesse dans le vide               |
| Inductance électrique                     | {\displaystyle L}            | H           | henry                       | V s A−1               | 1                         | 2                         | -2                        | -2                        |                                 |                           |                           | Inductance = tension × temps / courant              |
| Induction magnétique                      | {\displaystyle F}            | T           | tesla                       | V s m−2               | 1                         |                           | -2                        | -1                        |                                 |                           |                           | Induction = tension × temps / surface               |
| Intensité acoustique                      | {\displaystyle I}            | W m−2       | watt par mètre carré        |                       | 1                         |                           | -3                        |                           |                                 |                           |                           | Puissance par unité de surface                      |
| Intensité électrique                      | {\displaystyle I}            | A           | ampère                      |                       |                           |                           |                           | 1                         |                                 |                           |                           |                                                     |
| Intensité énergétique                     | {\displaystyle I}            | W sr−1      | watt par stéradian          |                       | 1                         | 2                         | -3                        |                           |                                 |                           |                           | Flux énergétique par unité d'angle solide           |
| Intensité lumineuse                       | {\displaystyle I}            | cd          | candela                     |                       |                           |                           |                           |                           |                                 |                           | 1                         |                                                     |
| Kerma                                     | {\displaystyle K}            | Gy          | gray                        | J kg−1                |                           | 2                         | -2                        |                           |                                 |                           |                           |                                                     |
| Longueur                                  | {\displaystyle l}            | m           | mètre                       |                       |                           | 1                         |                           |                           |                                 |                           |                           |                                                     |
| Luminance                                 | {\displaystyle L}            | cd m−2      | candela par mètre carré     |                       |                           | -2                        |                           |                           |                                 |                           | 1                         |                                                     |
| Masse linéique                            | {\displaystyle \lambda }     | kg m−1      |                             |                       | 1                         | -1                        |                           |                           |                                 |                           |                           | Quantité de matière par mètre                       |
| Masse surfacique                          | {\displaystyle \sigma }      | kg m−2      | kilogramme par mètre carré  |                       | 1                         | -2                        |                           |                           |                                 |                           |                           | Quantité de matière par mètre carré                 |
| Masse volumique                           | {\displaystyle \rho }        | kg m−3      | kilogramme par mètre cube   |                       | 1                         | -3                        |                           |                           |                                 |                           |                           | Quantité de matière par mètre cube                  |
| Moment cinétique                          | {\displaystyle L}            | kg m2 s−1   |                             |                       | 1                         | 2                         | -1                        |                           |                                 |                           |                           |                                                     |
| Moment d'inertie                          | {\displaystyle J}            | kg m2       |                             |                       | 1                         | 2                         |                           |                           |                                 |                           |                           |                                                     |
| Moment d'une force                        | {\displaystyle M}            | N m         | newton mètre                |                       | 1                         | 2                         | -2                        |                           |                                 |                           |                           |                                                     |
| Moment magnétique                         | {\displaystyle \mu }         | A m2        |                             |                       |                           | 2                         |                           | 1                         |                                 |                           |                           |                                                     |
| Moment quadratique                        | {\displaystyle l}            | m4          |                             |                       |                           | 4                         |                           |                           |                                 |                           |                           |                                                     |
| Moment statique                           | {\displaystyle S}            | m3          | mètre cube                  |                       |                           | 3                         |                           |                           |                                 |                           |                           |                                                     |
| Nombre d'onde                             | {\displaystyle k}            | rad m−1     | radian par mètre            |                       |                           | -1                        |                           |                           |                                 |                           |                           |                                                     |
| Perméabilité magnétique                   | {\displaystyle \mu }         | H m−1       |                             |                       | 1                         | 1                         | -2                        | -2                        |                                 |                           |                           |                                                     |
| Permittivité                              | {\displaystyle \varepsilon } | F m−1       | farad par mètre             |                       | -1                        | -3                        | 4                         | 2                         |                                 |                           |                           |                                                     |
| Pression                                  | {\displaystyle p}            | Pa          | pascal                      | N m−2, J m−3          | 1                         | -1                        | -2                        |                           |                                 |                           |                           | Pression = force / surface                          |
| Puissance                                 | {\displaystyle P}            | W           | watt                        | J s−1                 | 1                         | 2                         | -3                        |                           |                                 |                           |                           | Puissance = travail / temps                         |
| Puissance apparente                       | {\displaystyle P}            | VA          | voltampère                  | W                     | 1                         | 2                         | -3                        |                           |                                 |                           |                           | Puissance apparente = intensité × tension           |
| Quantité de lumière                       |                              | lm s        | lumen seconde               |                       |                           |                           | 1                         |                           |                                 |                           | 1                         |                                                     |
| Quantité de matière                       | {\displaystyle n}            | mol         | mole                        |                       |                           |                           |                           |                           |                                 | 1                         |                           |                                                     |
| Quantité de mouvement                     | {\displaystyle p}            | kg m s−1    |                             |                       | 1                         | 1                         | -1                        |                           |                                 |                           |                           | Quantité de mouvement = masse × vitesse             |
| Raideur                                   | {\displaystyle k}            | N m−1       | newton par mètre            |                       | 1                         |                           | -2                        |                           |                                 |                           |                           | Raideur = force / déplacement                       |
| Résistance électrique                     | {\displaystyle R}            | Ω           | ohm                         | V A−1                 | 1                         | 2                         | -3                        | -2                        |                                 |                           |                           | Résistance = tension / intensité                    |
| Résistance thermique                      |                              | K W−1       | kelvin par watt             | R                     | -1                        | -2                        | 3                         |                           | 1                               |                           |                           |                                                     |
| Résistance thermique surfacique           |                              | m2 K W−1    | mètre carré-kelvin par watt | R                     | -1                        |                           | 3                         |                           | 1                               |                           |                           |                                                     |
| Superficie                                | {\displaystyle S}            | m2          | mètre carré                 |                       |                           | 2                         |                           |                           |                                 |                           |                           |                                                     |
| Taux de cisaillement                      | {\displaystyle \gamma }      | s−1         |                             |                       |                           |                           | -1                        |                           |                                 |                           |                           | Gradient de vitesse                                 |
| Température inverse                       | {\displaystyle \beta }       | J−1         |                             |                       | -1                        | -2                        | 2                         |                           |                                 |                           |                           |                                                     |
| Température                               | {\displaystyle T}            | K           | kelvin                      |                       |                           |                           |                           |                           | 1                               |                           |                           |                                                     |
| Température Celsius                       | {\displaystyle \theta }      | °C          | degré Celsius               |                       |                           |                           |                           |                           | 1                               |                           |                           | θ(°C) = T(K) - 273,15                               |
| Tension                                   | {\displaystyle U}            | V           | volt                        | J C−1 ou J s−1 A−1    | 1                         | 2                         | -3                        | -1                        |                                 |                           |                           | Tension = travail / charge                          |
| Tension superficielle                     | {\displaystyle \gamma }      | N m−1       | newton par mètre            |                       | 1                         |                           | -2                        |                           |                                 |                           |                           |                                                     |
| Travail d'une force                       | {\displaystyle W}            | J           | joule                       | N m                   | 1                         | 2                         | -2                        |                           |                                 |                           |                           | Travail = force × distance                          |
| Viscosité cinématique                     | {\displaystyle v}            | m2 s−1      | mètre carré par seconde     |                       |                           | 2                         | -1                        |                           |                                 |                           |                           |                                                     |
| Viscosité dynamique                       | {\displaystyle \mu }         | Pa s        |                             |                       | 1                         | -1                        | -1                        |                           |                                 |                           |                           |                                                     |
| Vitesse angulaire                         | {\displaystyle \omega }      | rad s−1     |                             |                       |                           |                           | -1                        |                           |                                 |                           |                           |                                                     |
| Vitesse de déformation                    |                              | s−1         |                             |                       |                           |                           | -1                        |                           |                                 |                           |                           |                                                     |
| Vitesse                                   | {\displaystyle v}            | m s−1       | mètre par seconde           |                       |                           | 1                         | -1                        |                           |                                 |                           |                           |                                                     |
| Volume massique                           | {\displaystyle v}            | m3 kg−1     |                             |                       | -1                        | 3                         |                           |                           |                                 |                           |                           |                                                     |
| Volume molaire                            |                              | m3 mol−1    |                             |                       |                           | 3                         |                           |                           |                                 | -1                        |                           |                                                     |
| Volume                                    | {\displaystyle V}            | m3          | mètre cube                  |                       |                           | 3                         |                           |                           |                                 |                           |                           |                                                     |